# Mr. Mercedes
Mr. Mercedes è un romanzo thriller di Stephen King, pubblicato nel 2014.
Nel 2017 ne è stata tratta un'omonima serie televisiva: Mr. Mercedes.

## Storia editoriale
King annunciò la sua intenzione di lavorare su un romanzo crime, incentrato su un detective in pensione alle prese con un assassino seriale, per la prima volta nel dicembre del 2012, mentre era speaker all'Università del Massachusetts Lowell. L'autore spiegò di aver tratto ispirazione da un incidente stradale realmente avvenuto in cui una donna aveva sfondato le vetrine di un ristorante della catena McDonald's e che inizialmente aveva in mente di scrivere una storia breve, di poche pagine.
Il romanzo è stato pubblicato negli USA il 3 giugno 2014 da Scribner.
L'opera, pubblicata negli USA il 3 giugno 2014 da Scribner, è il primo capitolo di una trilogia, cui hanno fatto seguito Chi perde paga (Finders Keepers, 2015) e Fine turno (End of Watch, 2016). Viene definito dallo stesso autore come il suo primo romanzo hard boiled.
In Italia è stato pubblicato il 30 settembre 2014 dalla Sperling & Kupfer. Nel 2015 è stato insignito con l'Edgar Award.

## Trama
Nel 2009 in una non precisata cittadina del midwest statunitense uno psicopatico, alla guida di una lussuosa Mercedes S 600 con motore a dodici cilindri, appena rubata, indossando una maschera da clown investe intenzionalmente un gruppo di persone in fila per entrare ad un'attesa fiera del lavoro. Dopo aver ucciso otto persone, tra cui un infante, e averne ferite diverse altre, sfruttando la scarsa visibilità delle ore notturne, ulteriormente attenuata dalla nebbia, riesce a fuggire. La macchina, di proprietà della vedova Olivia Trelawney, viene poi abbandonata dal killer che lascia sul volante come segno distintivo un emoticon, una faccina sorridente con gli occhiali.
Un anno più tardi l'ormai pensionato detective Bill Hodges riceve una lettera da Brady Hartsfield, l'assassino, un apparentemente innocuo esperto di computer presso un locale centro di elettrodomestici che conduce una vita solitaria con la madre alcolizzata e svolge l'attività di gelataio come secondo lavoro. Il suo soprannome più utilizzato dai media è Mr. Mercedes. Brady prova a sbeffeggiarsi dell'ex detective, vantandosi di essere ancora a piede libero e invitandolo ad approfondire la discussione sul sito di chat Under Debbie's Blue Umbrella, con l'intenzione di spingerlo a suicidarsi. Brady era già riuscito nell'intento con Olivia Trelawney, nel frattempo anche trattata con antipatia dalla polizia, che crede abbia lasciato aperta con le chiavi inserite l'auto usata dal killer, cosa che lei invece aveva sempre negato. La polizia aveva infatti rinvenuto la macchina chiusa a chiave, senza segni di scasso.
Tuttavia Bill Hodges prende spunto dall'avventata mossa di Brady per superare il suo momento di depressione e continuare per proprio conto le indagini, senza coinvolgere il suo vecchio partner ancora in servizio. Nella sua personale caccia all'assassino si avvale dell'aiuto di un giovane afroamericano che risiede nel suo stesso quartiere, avvicinandosi con l'occasione a Jannelle Patterson, la sorella dell'ormai defunta Olivia Trelawney. Infatti Jannelle, dopo il primo incontro con Bill, lo ingaggia come detective privato; tra i due nasce presto una relazione. Intanto Brady, dopo essersi reso conto di aver fallito e di aver dato nuove ragioni di vita a Hodges, decide di vendicarsi. Prima tenta di uccidere il cane di Jerome, il ragazzo che aiuta Bill nelle indagini, ma l'hamburger avvelenato che aveva preparato viene mangiato dalla madre che muore. Poi, sempre più consumato dalla rabbia, riesce ad inserire nella vettura di Bill dell'esplosivo, però quando lo farà esplodere non ci sarà l'ex detective, ma Jannelle.
Determinato a rispettare la promessa fatta a Jannelle, ovvero di catturare personalmente il killer, continua le indagini senza coinvolgere la polizia, ancora aiutato da Jerome e da Holly Gibney, cugina di Jannelle con proprie problematiche psicologiche, avvicinatasi al detective durante il funerale della madre di Jannelle e di Janelle stessa. Nel frattempo, Brady ha preparato il suo ultimo atto, una nuova strage molto più grave della prima, pianificando di farsi saltare in aria ad un affollato concerto per adolescenti. Il finale vedrà il successo della corsa contro il tempo di Bill, Jerome e Holly, con questi ultimi che braccano e mandano in coma Brady pochi secondi prima di attivare l'esplosivo.

## Personaggi
- Brady Hartsfield, serial killer soprannominato dai media come "Mr. Mercedes", autore del massacro al City Center guidando una Mercedes rubata
- Kermit William "Bill" Hodges, detective in pensione protagonista della caccia all'uomo nei confronti di Mr. Mercedes
- Jerome Robinson, è il ragazzo afroamericano, diciassettenne, che aiuta Bill, al quale è solito falciare il prato, nelle indagini
- Jannelle "Janey" Patterson, è la sorella di Olivia, alla quale apparteneva la macchina usata dal killer nella sua strage
- Holly Gibney, è la cugina di Janelle, la quale si unirà alle indagini del pensionato detective e di Jerome
- Olivia Trelawney, è la donna morta suicida alla quale apparteneva la macchina usata per la strage
- Deborah Ann Hartsfield, è la madre alcolizzata di Brady
- Tones Frobisher, è il superiore di Brady presso il negozio di elettronica (Discount Electronix) dove lavora part-time
- Freddi Linklatter, è una collega omosessuale di Brady dall'aspetto mascolino
- Pete Huntley, è un ex collega di Hodges

## Critica
Mr. Mercedes ha ricevuto generalmente un'accoglienza positiva dalla critica, venendo descritto come un'opera diversa dalle classiche storie horror dell'autore, rappresentando un avvincente romanzo criminale; il libro ha ricevuto un punteggio di 4,07 su 5 su Goodreads e 4 su 5 sul sito di Barnes & Noble. Brian Truitt, sul quotidiano USA Today, ha in particolare affermato: «il nuovo romanzo di Stephen King Mr. Mercedes porta il vecchio genere poliziesco verso un'eccellente direzione moderna».
È stato insignito dell'Edgar Award nel 2015.

## Altri media
Nel 2017 ne è stata tratta un'omonima serie televisiva: Mr. Mercedes.

## Edizioni
- Stephen King, Mr. Mercedes, Scribner, 2014,  p. 448, ISBN 978-1-4767-5445-1.
- Stephen King, Mr. Mercedes, traduzione di Giovanni Arduino, Sperling & Kupfer, 2014,  p. 470, ISBN 978-88-200-5325-3.